# Joppolo Giancaxio
Joppolo Giancaxio (AFI: [ˈjɔppolo dʒaŋˈkaʃʃo]; Jòppulu Giancaxiu in siciliano) è un comune italiano di 1 065 abitanti del libero consorzio comunale di Agrigento in Sicilia.
Il nome è talvolta scritto Ioppolo Giancascio, secondo le regole ortografiche dell'italiano. Fu frazione del comune di Raffadali fino al 1926.

## Geografia fisica
L'aspetto fisico del territorio è caratterizzato da marne bianche e foraminifere, da suoli bruni e regosuoli.

### Clima
| Joppolo Giancaxio  | Mesi | Mesi | Mesi | Mesi | Mesi | Mesi | Mesi | Mesi | Mesi | Mesi | Mesi | Mesi | Stagioni | Stagioni | Stagioni | Stagioni | Anno |
| Joppolo Giancaxio  | Gen  | Feb  | Mar  | Apr  | Mag  | Giu  | Lug  | Ago  | Set  | Ott  | Nov  | Dic  | Inv      | Pri      | Est      | Aut      | Anno |
| ------------------ | ---- | ---- | ---- | ---- | ---- | ---- | ---- | ---- | ---- | ---- | ---- | ---- | -------- | -------- | -------- | -------- | ---- |
| T. max. media (°C) | 10,1 | 11,3 | 13,6 | 16,4 | 22,4 | 27,8 | 31,4 | 31,8 | 26,9 | 20,9 | 15,7 | 0,0  | 7,1      | 17,5     | 30,3     | 21,2     | 19,0 |
| T. min. media (°C) | 3,5  | 3,6  | 5,2  | 6,8  | 10,8 | 14,7 | 17,3 | 17,6 | 15,0 | 11,5 | 8,2  | 5,3  | 4,1      | 7,6      | 16,5     | 11,6     | 10,0 |

## Storia

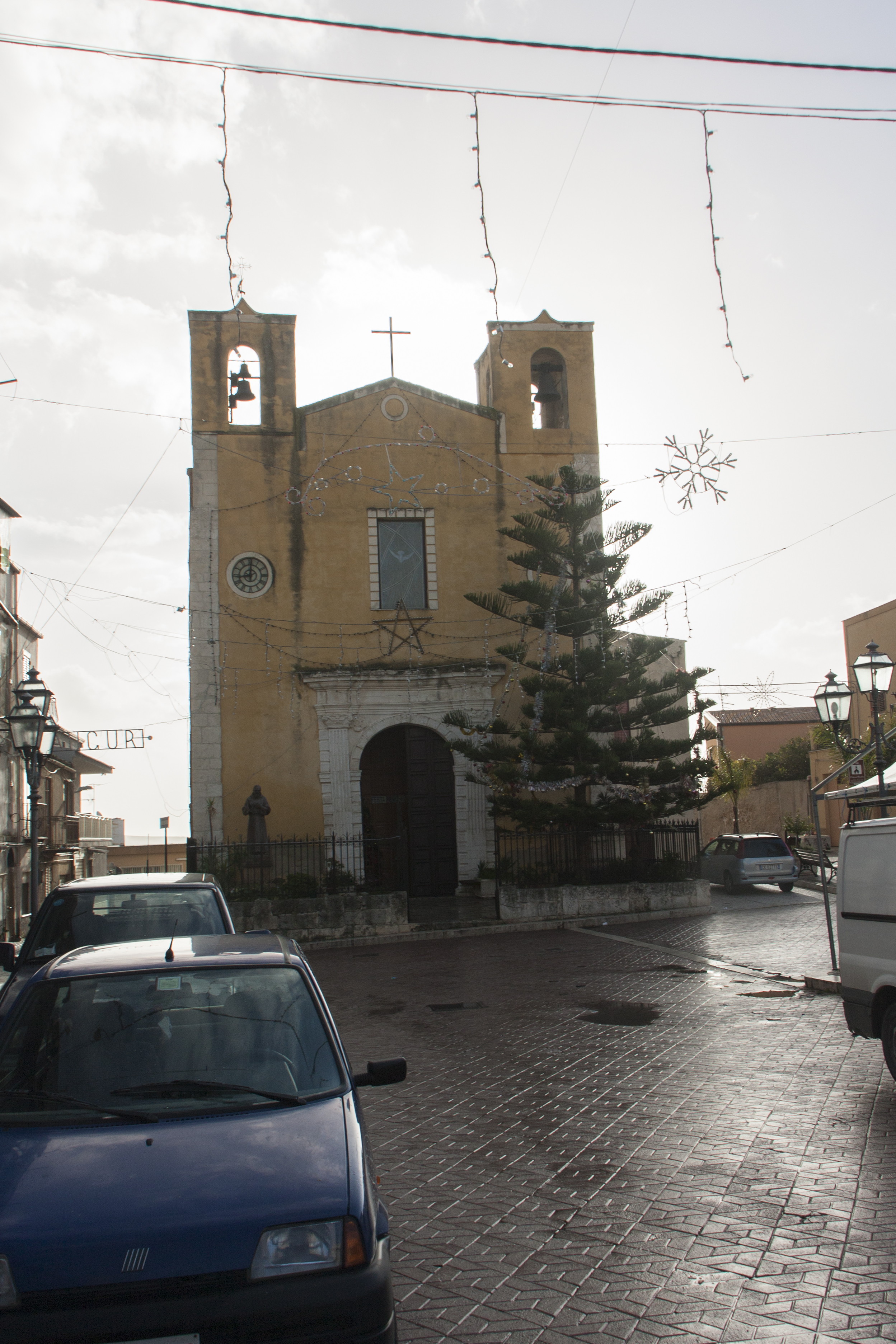
Chiesa di Joppolo

Jòppolo Giancaxio fu il primo centro abitato sorto nell'alta valle dell'Akragas. Fu feudo con titolo di Baronia del nobile Gabriele Colonna di Cesarò, il quale nel 1696 nel territorio di Giancascio e Regalturco, con privilegio dello ius populandi, fece costruire i primi edifici del villaggio, cui diede il nome di Ioppolo in onore della moglie Rosalia Ioppolo e Ventimiglia Maniaci dei duchi di Cesarò e di Giancascio perché costruito nel feudo di tale denominazione. Il piccolo centro agricolo col suo territorio fu sotto la giurisdizione della famiglia Colonna prima con titolo di baronia e poi di ducato fino al 1812, quando dal Parlamento Siciliano venne ufficialmente abolito il feudalesimo e quindi la feudalità, la giurisdizione baronale e i privilegi del "mero e misto impero". Divenne comune autonomo, ma nel 1827 fu declassato a borgata del comune di Aragona. Nel 1892 fu incorporato nel comune di Raffadali, di cui fu frazione fino al 1926.

### Simboli
Lo statuto comunale riporta che il Comune «ha un proprio stemma rappresentato da un cerchio con all'interno una corona posta sopra uno scudo diviso in tre bande contenenti dei simboli [sic]. Lungo le circonferenze è riportata la scritta "UNIVERSITAS JOPPULENSIS" così come riportato nella figura allegata alla nota trasmessa dal Ministero per i Beni e le Attività Culturali, Archivio di stato di Agrigento, con nota n. 4781/IX.4.1 del 22.12.2003, introdotta al protocollo il 5.1.2004, n. 63…». Lo stemma non è ancora stato concesso con formale decreto presidenziale.

Il gonfalone è un drappo di bianco.

Stemma usato dal comune
Stemma con gigli al posto di gabbiani in volo

## Monumenti e luoghi d'interesse
- Il Castello ducale, risalente al XVII secolo, è un pittoresco fortilizio che riecheggia motivi medievali col coronamento di beccatelli e merlature realizzato dall'architetto Francesco Paolo Palazzotto nel 1894 per i duchi Colonna di Cesarò.

## Società

### Evoluzione demografica
Abitanti censiti

### Tradizioni e folclore
Il santo patrono del paese è San Francesco di Paola. La festa ricorre il 2 aprile, ma la fiera si tiene nei giorni 19-20 luglio in occasione della festa della Madonna del Soccorso.

## Geografia antropica

### Frazioni
- Borsellino, località abitata di 62 abitanti;
- Case sparse, 23 abitanti.

## Economia
L'economia non è molto sviluppata, per lo scarso andamento dell'agricoltura e della zootecnia; notevole il fenomeno migratorio.
Il territorio di Joppolo Giancaxio è compreso nella zona di produzione del Pistacchio di Raffadali D.O.P..

## Amministrazione
Di seguito è presentata una tabella relativa alle amministrazioni che si sono succedute in questo comune.
| Periodo          | Periodo          | Primo cittadino          | Partito                            | Carica              | Note   |
| ---------------- | ---------------- | ------------------------ | ---------------------------------- | ------------------- | ------ |
| 30 marzo 1989    | 28 maggio 1990   | Onofrio Camilleri        | Democrazia Cristiana               | Sindaco             | [ 12 ] |
| 28 maggio 1990   | 13 febbraio 1991 | Onofrio Camilleri        | Democrazia Cristiana               | Sindaco             | [ 12 ] |
| 13 febbraio 1991 | 19 giugno 1993   | Salvatore Portella       | Partito Democratico della Sinistra | Sindaco             | [ 12 ] |
| 22 novembre 1993 | 31 gennaio 1994  | Francesco Bertorotta     |                                    | Comm. pref.         | [ 12 ] |
| 31 gennaio 1994  | 25 maggio 1998   | Francesco Fucà           | -                                  | Sindaco             | [ 12 ] |
| 25 maggio 1998   | 10 maggio 2000   | Carmelo Angelo Infantino | Partito Popolare Italiano          | Sindaco             | [ 12 ] |
| 1º agosto 2002   | 27 maggio 2003   | Giovan Battista Leone    |                                    | Comm. straordinario | [ 12 ] |
| 27 maggio 2003   | 17 giugno 2008   | Salvatore Lo Dico        | lista civica                       | Sindaco             | [ 12 ] |
| 17 giugno 2008   | 11 giugno 2013   | Salvatore Lo Dico        | lista civica                       | Sindaco             | [ 12 ] |
| 11 giugno 2013   | 10 giugno 2018   | Angelo Giuseppe Portella | lista civica "Un Bene Comune"      | Sindaco             | [ 12 ] |
| 10 giugno 2018   | 29 maggio 2023   | Angelo Giuseppe Portella | lista civica "Avanti Joppolo"      | Sindaco             | [ 12 ] |
| 29 maggio 2023   | in carica        | Domenico Migliara        | lista civica                       | Sindaco             | [ 12 ] |

### Altre informazioni amministrative
Il comune di Joppolo Giancaxio fa parte delle seguenti organizzazioni sovracomunali: 
- regione agraria n.3 (Colline del Platani)[13];
- Unione dei comuni Feudo d'Alì[14]